# Číčovice
Obec Číčovice se nachází v okrese Praha-západ ve Středočeském kraji. Rozkládá se asi 16 km severozápadně od centra Prahy, 2,5 km severně od obce Středokluky. Žije zde 332 obyvatel.
Obec tvoří dvě vesnice, a to Velké Číčovice a 500 m na severovýchod od nich Malé Číčovice. Obě vesnice mají zemědělský charakter. Každá z nich čítá přibližně 35 domů.

## Historie
První písemná zmínka o obci pochází z roku 1542. Oficiální název obce je Číčovice, neboť obec Malé Číčovice a obec Velké Číčovice byly sloučeny do obce Číčovice v roce 1950. Obec leží na dvou katastrálních územích, které si zachovaly názvy původních vsí: Velké Číčovice a Malé Číčovice.

### Územněsprávní začlenění
Dějiny územněsprávního začleňování zahrnují období od roku 1850 do současnosti. V chronologickém přehledu je uvedena územně administrativní příslušnost obce v roce, kdy ke změně došlo:
- 1850 země česká, kraj Praha, politický i soudní okres Smíchov[7]
- 1855 země česká, kraj Praha, soudní okres Smíchov
- 1868 země česká, politický i soudní okres Smíchov
- 1927 země česká, politický okres Praha-venkov, soudní okres Praha-západ[8]
- 1939 země česká, Oberlandrat Praha, politický okres Praha-venkov, soudní okres Praha-západ[9]
- 1942 země česká, Oberlandrat Praha, politický okres Praha-venkov-sever, soudní okres Praha-západ[10]
- 1945 země česká, správní okres Praha-venkov-sever, soudní okres Praha-západ[11]
- 1949 Pražský kraj, okres Praha-západ[12]
- 1960 Středočeský kraj, okres Praha-západ
- 2003 Středočeský kraj, obec s rozšířenou působností Černošice

### Rok 1932
Ve vsi Malé Čičovice (252 obyvatel) byly v roce 1932 evidovány tyto živnosti a obchody: cihelna, družstvo pro rozvod elektrické energie, holič, 2 hostince, kolář, konsum Včela, kovář, 2 obuvníci, 11 rolníků, obchod se smíšeným zbožím, trafika.
Ve vsi Velké Čičovice (210 obyvatel) byly v roce 1932 evidovány tyto živnosti a obchody: obchod s dobytkem, družstvo pro rozvod elektrické energie ve Velkých Číčovicích, 2 hostince, kolář, kovář, mlýn, 4 rolníci, 2 řezníci, 2 obchody se smíšeným zbožím, trafika, truhlář, 2 zámečníci.

## Přírodní poměry
Správním územím obce protéká Zákolanský potok, jehož koryto a břehy jsou chráněné jako přírodní památka Zákolanský potok s populací raka kamenáče a raka říčního. Jižně od Malých Číčovic se poblíž kostela svatého Vavřince nachází přírodní památka Čičovický kamýk (345 m) – skalnatý buližníkový vršek s paleontologickým nalezištěm.

## Obyvatelstvo

### Počet obyvatel
Počet obyvatel je uváděn za Číčovice podle výsledků sčítání lidu včetně místních části, které k nim v konkrétní době patří. Je patrné, že stejně jako v jiných menších obcích Česka počet obyvatel v posledních letech roste. V celé číčovické aglomeraci nicméně žije necelých 1 tisíc obyvatel.
| 1869 | 1880 | 1890 | 1900 | 1910 | 1921 | 1930 | 1950 | 1961 | 1970 | 1980 | 1991 | 2001 | 2011 |
| ---- | ---- | ---- | ---- | ---- | ---- | ---- | ---- | ---- | ---- | ---- | ---- | ---- | ---- |
| 779  | 776  | 774  | 701  | 719  | 703  | 702  | 808  | 850  | 780  | 725  | 603  | 703  | 984  |

| 1869 | 1880 | 1890 | 1900 | 1910 | 1921 | 1930 | 1950 | 1961 | 1970 | 1980 | 1991 | 2001 | 2011 |
| ---- | ---- | ---- | ---- | ---- | ---- | ---- | ---- | ---- | ---- | ---- | ---- | ---- | ---- |
| 128  | 133  | 137  | 139  | 144  | 148  | 177  | 392  | 243  | 234  | 236  | 297  | 313  | 358  |

## Pamětihodnosti
- Kaple Nalezení svatého Kříže – barokní osmiboká stavba z let 1711 až 1714 na návrší na jv. okraji Malých Číčovic.

## Fotografie

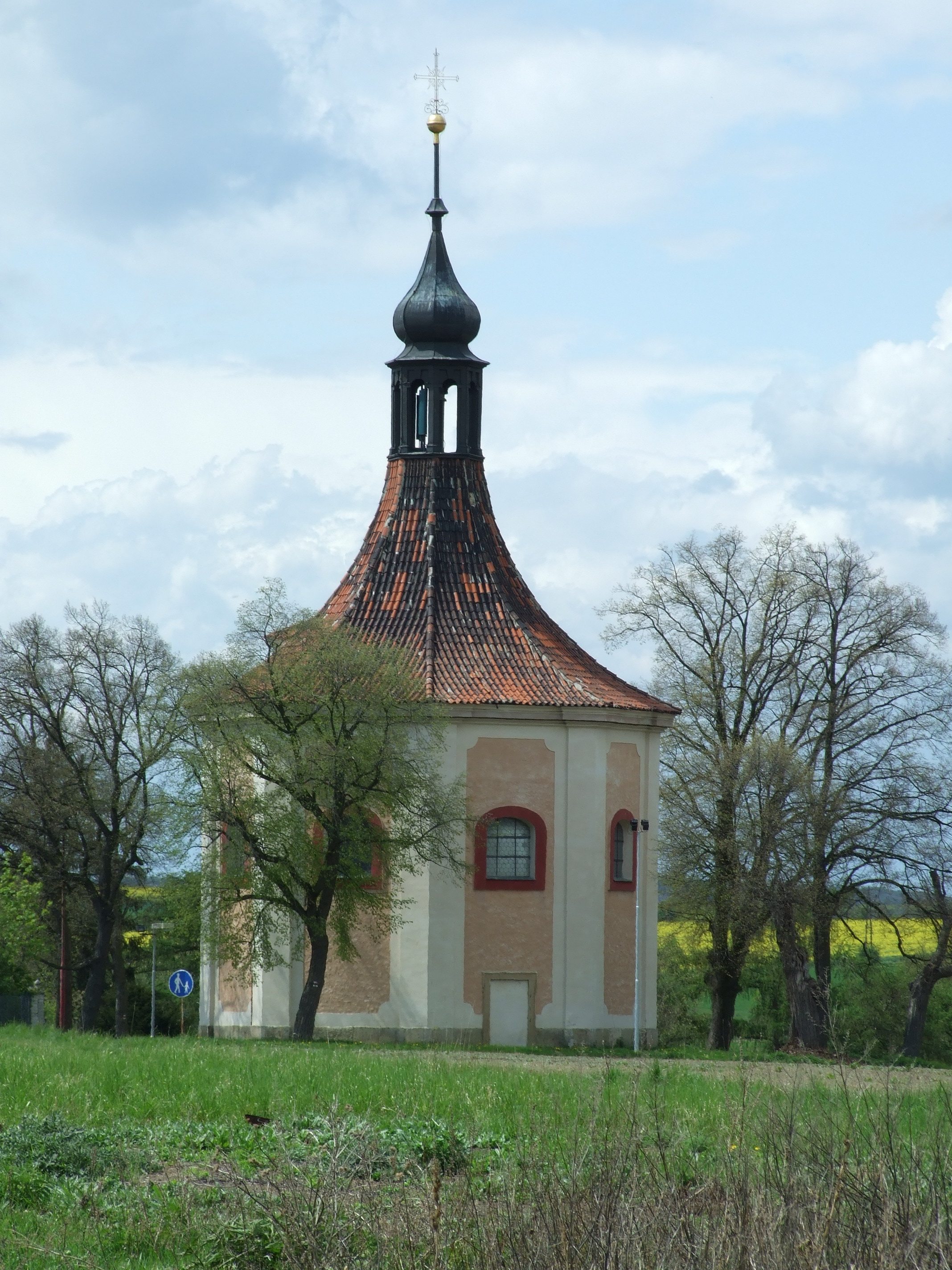
Kaple svatého Kříže
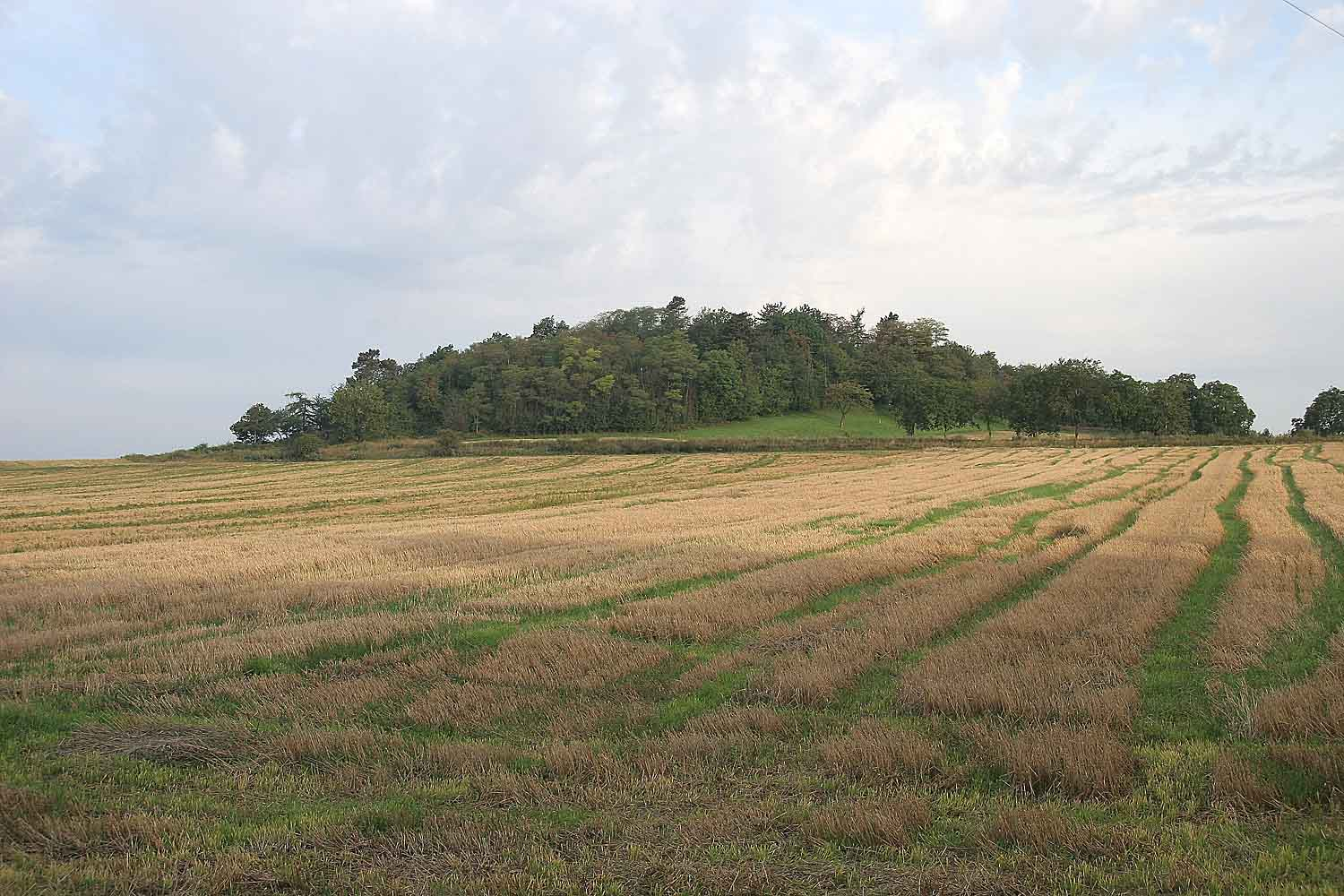
Čičovický kamýk
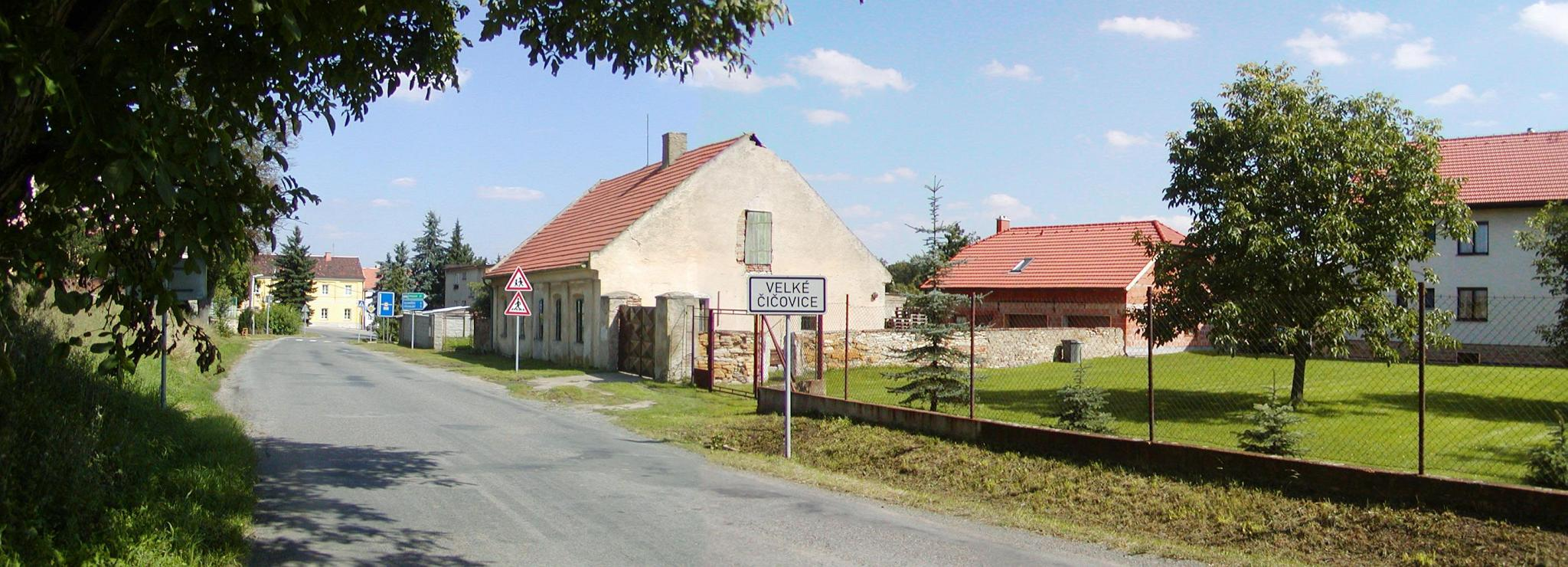
Okraj obce ze směru na Buštěhrad

## Doprava
Dopravní síť
- Pozemní komunikace – Do obce vedou silnice III. třídy.
- Železnice – Železniční trať ani stanice na území obce nejsou.

Veřejná doprava 2011
- Autobusová doprava – V obci zastavovaly příměstské autobusové linky Třebusice - Číčovice - Praha (v pracovních dnech 14 spojů, o víkendu 4 spoje) a Kladno - Středokluky - Tuchoměřice (v pracovních dnech 2 spoje) (dopravce ČSAD MHD Kladno, a. s.).

V roce 2019 v obci zastavuje autobus 323 (Koleč - Číčovice - Nádraží Veleslavín) a 350 (Kladno - Číčovice - Dejvická).